# Anglia (Schiff)
Die Anglia war ein 1900 in Dienst gestellter britischer Passagierdampfer der London and North Western Railway, der als Fähre in der Irischen See eingesetzt wurde. Im Ersten Weltkrieg diente das Schiff als Hospitalschiff, bis es am 17. November 1915 bei Folkestone auf eine von dem deutschen U-Boot UC 5 gelegte Seemine lief und sank. Dabei kamen 134 Besatzungsmitglieder und Angehörige des medizinischen Personals ums Leben.

## Geschichte

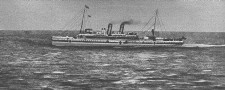
Das britische Dampfschiff Anglia.

Das 1.862 BRT große, aus Stahl gebaute Dampfschiff Anglia wurde mit der Baunummer 619 bei der Schiffswerft William Denny and Brothers in der schottischen Stadt Dumbarton gebaut und lief am 20. Dezember 1899 vom Stapel. Am 10. April 1900 wurde das Schiff fertiggestellt und am 2. Mai 1900 traf es erstmals in Holyhead ein. Die Anglia war 100,3 Meter lang und 11,9 Meter breit. Sie hatte zwei Schornsteine, zwei Masten und zwei Propeller. Die Dreifachexpansions-Dampfmaschinen leisteten 424 nominale Pferdestärken (nhp) und ermöglichten eine Höchstgeschwindigkeit von 21 Knoten.
Das Schiff wurde für die London and North Western Railway (LNWR) gebaut, für die es zunächst im Fährdienst von Holyhead nach North Wall, einem Stadtteil von Dublin und ab 1908 von Holyhead nach Kingstown eingesetzt wurde. Sie hatte ein Schwesterschiff, die Hibernia, die ebenfalls bei William Denny gebaut wurde und zwei Tage nach der Anglia vom Stapel lief.

## Versenkung

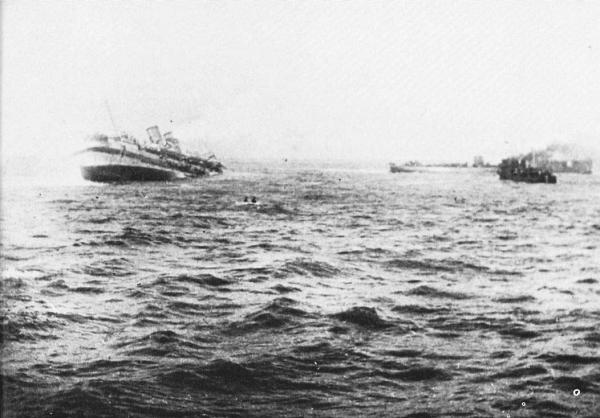
17. November 1915: Die Anglia sinkt.

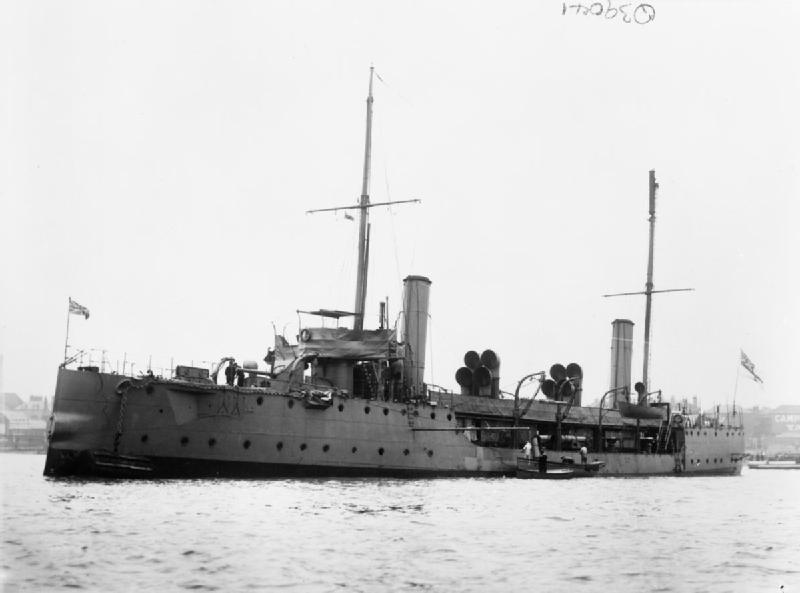
Die HMS Hazard kam den Schiffbrüchigen zu Hilfe.

Nach Ausbruch des Ersten Weltkriegs wurde die Anglia in ein Hospitalschiff umgewandelt. Am Mittwoch, dem 17. November 1915 befand sich die Anglia mit 13 verwundeten Offizieren und 372 verwundeten Soldaten unter dem Kommando von Kapitän Lionel John Manning auf einer Fahrt von Calais nach Dover. Daneben waren 56 Besatzungsmitglieder sowie medizinisches Personal, wie Ärzte sowie vier Krankenschwestern des Queen Alexandra’s Imperial Military Nursing Service an Bord des Schiffs.
Am 17. November gegen 12.30 Uhr lief die Anglia eine Meile östlich der Hafenstadt Folkestone an der Küste der Grafschaft Kent auf der Position 51° 2′ N, 1° 19′ O auf eine Seemine, die von dem deutschen U-Boot UC 5 (Oberleutnant zur See Herbert Pustkuchen) gelegt worden war.
Der Dampfer wurde an der Backbordseite getroffen. Die Wucht der Explosion schleuderte Kapitän Manning von der Brücke. Er behielt trotzdem seine Sinne und befahl umgehend das Verlassen des Schiffs. Das erste Rettungsboot konnte das sinkende Schiff mit circa 50 Personen verlassen. Danach nahm die Anglia immer schwerere Schlagseite an und sank zehn Minuten nach dem Minentreffer.
Der Torpedokreuzer Hazard und der Collier Lusitania kamen dem getroffenen Schiff zu Hilfe. Die Lusitania lief selbst auf eine Mine getroffen und sank. Ihre Mannschaft konnte sich retten. Von den Menschen an Bord der Anglia kamen vier Offiziere, die Krankenschwester Mary Rodwell und 129 Verwundete und Besatzungsmitglieder ums Leben. Zwölf Tage zuvor, am 5. November 1915, war auch das Schwesterschiff Hibernia, das in Tara umbenannt worden war, von einem deutschen U-Boot versenkt worden. U 35 (Korvettenkapitän Waldemar Kophamel) torpedierte die Tara im Golf von Sallum (Ägypten), wobei zwölf Menschen ums Leben kamen.